# Femke Heemskerk
Frederike Johanna Maria Heemskerk –conocida como Femke Heemskerk– (Roelofarendsveen, 21 de septiembre de 1987) es una deportista neerlandesa que compite en natación, especialista en el estilo libre.
Participó en cuatro Juegos Olímpicos de Verano, obteniendo dos medallas, oro en Pekín 2008 y plata en Londres 2012, ambas en la prueba de 4 × 100 m libre, el cuarto lugar en Río de Janeiro 2016 y el cuarto en Tokio 2020, en la misma prueba.
Ganó ocho medallas en el Campeonato Mundial de Natación entre los años 2007 y 2017, y 18 medallas en el Campeonato Mundial de Natación en Piscina Corta entre los años 2008 y 2018.
Además, obtuvo 18 medallas en el Campeonato Europeo de Natación entre los años 2008 y 2021, y 14 medallas en el Campeonato Europeo de Natación en Piscina Corta entre los años 2008 y 2019.

## Palmarés internacional
| Juegos Olímpicos                    | Juegos Olímpicos         | Juegos Olímpicos  | Juegos Olímpicos        |
| Año                                 | Lugar                    | Medalla           | Prueba                  |
| ----------------------------------- | ------------------------ | ----------------- | ----------------------- |
| 2008                                | Pekín (China)            | Medalla de oro    | 4 × 100 m libre         |
| 2012                                | Londres (Reino Unido)    | Medalla de plata  | 4 × 100 m libre         |
| Campeonato Mundial                  |                          |                   |                         |
| Año                                 | Lugar                    | Medalla           | Prueba                  |
| 2007                                | Melbourne (Australia)    | Medalla de bronce | 4 × 100 m libre         |
| 2009                                | Roma (Italia)            | Medalla de oro    | 4 × 100 m libre         |
| 2011                                | Shanghái (China)         | Medalla de oro    | 4 × 100 m libre         |
| 2013                                | Barcelona (España)       | Medalla de bronce | 4 × 100 m libre         |
| 2015                                | Kazán (Rusia)            | Medalla de plata  | 4 × 100 m libre         |
| 2015                                | Kazán (Rusia)            | Medalla de plata  | 4 × 100 m libre mixto   |
| 2017                                | Budapest (Hungría)       | Medalla de plata  | 4 × 100 m libre mixto   |
| 2017                                | Budapest (Hungría)       | Medalla de bronce | 4 × 100 m libre         |
| Campeonato Mundial en Piscina Corta |                          |                   |                         |
| Año                                 | Lugar                    | Medalla           | Prueba                  |
| 2008                                | Mánchester (Reino Unido) | Medalla de oro    | 4 × 100 m libre         |
| 2008                                | Mánchester (Reino Unido) | Medalla de oro    | 4 × 200 m libre         |
| 2008                                | Mánchester (Reino Unido) | Medalla de plata  | 200 m libre             |
| 2010                                | Dubái (EAU)              | Medalla de oro    | 4 × 100 m libre         |
| 2010                                | Dubái (EAU)              | Medalla de plata  | 100 m libre             |
| 2014                                | Doha (Catar)             | Medalla de oro    | 100 m libre             |
| 2014                                | Doha (Catar)             | Medalla de oro    | 4 × 50 m libre          |
| 2014                                | Doha (Catar)             | Medalla de oro    | 4 × 100 m libre         |
| 2014                                | Doha (Catar)             | Medalla de oro    | 4 × 200 m libre         |
| 2014                                | Doha (Catar)             | Medalla de bronce | 200 m libre             |
| 2018                                | Hangzhou (China)         | Medalla de plata  | 50 m libre              |
| 2018                                | Hangzhou (China)         | Medalla de plata  | 100 m libre             |
| 2018                                | Hangzhou (China)         | Medalla de plata  | 4 × 50 m libre          |
| 2018                                | Hangzhou (China)         | Medalla de plata  | 4 × 100 m libre         |
| 2018                                | Hangzhou (China)         | Medalla de plata  | 4 × 50 m libre mixto    |
| 2018                                | Hangzhou (China)         | Medalla de plata  | 4 × 50 m estilos mixto  |
| 2018                                | Hangzhou (China)         | Medalla de bronce | 200 m libre             |
| 2018                                | Hangzhou (China)         | Medalla de bronce | 4 × 50 m estilos        |
| Campeonato Europeo                  |                          |                   |                         |
| Año                                 | Lugar                    | Medalla           | Prueba                  |
| 2008                                | Eindhoven (Países Bajos) | Medalla de oro    | 4 × 100 m libre         |
| 2010                                | Budapest (Hungría)       | Medalla de bronce | 100 m libre             |
| 2014                                | Berlín (Alemania)        | Medalla de plata  | 100 m libre             |
| 2014                                | Berlín (Alemania)        | Medalla de plata  | 4 × 100 m libre         |
| 2014                                | Berlín (Alemania)        | Medalla de plata  | 4 × 100 m estilos mixto |
| 2014                                | Berlín (Alemania)        | Medalla de bronce | 200 m libre             |
| 2016                                | Londres (Reino Unido)    | Medalla de oro    | 4 × 100 m libre         |
| 2016                                | Londres (Reino Unido)    | Medalla de plata  | 200 m libre             |
| 2016                                | Londres (Reino Unido)    | Medalla de bronce | 4 × 200 m libre         |
| 2016                                | Londres (Reino Unido)    | Medalla de bronce | 100 m libre             |
| 2018                                | Glasgow (Reino Unido)    | Medalla de plata  | 100 m libre             |
| 2018                                | Glasgow (Reino Unido)    | Medalla de plata  | 200 m libre             |
| 2018                                | Glasgow (Reino Unido)    | Medalla de plata  | 4 × 100 m libre         |
| 2018                                | Glasgow (Reino Unido)    | Medalla de plata  | 4 × 100 m libre mixto   |
| 2021                                | Budapest (Hungría)       | Medalla de oro    | 100 m libre             |
| 2021                                | Budapest (Hungría)       | Medalla de plata  | 4 × 100 m libre         |
| 2021                                | Budapest (Hungría)       | Medalla de plata  | 4 × 100 m libre mixto   |
| 2021                                | Budapest (Hungría)       | Medalla de plata  | 4 × 100 m estilos mixto |
| Campeonato Europeo en Piscina Corta |                          |                   |                         |
| Año                                 | Lugar                    | Medalla           | Prueba                  |
| 2008                                | Rijeka (Croacia)         | Medalla de plata  | 200 m libre             |
| 2009                                | Estambul (Turquía)       | Medalla de bronce | 200 m libre             |
| 2010                                | Eindhoven (Países Bajos) | Medalla de oro    | 200 m libre             |
| 2010                                | Eindhoven (Países Bajos) | Medalla de oro    | 4 × 50 m libre          |
| 2010                                | Eindhoven (Países Bajos) | Medalla de plata  | 100 m libre             |
| 2015                                | Netanya (Israel)         | Medalla de plata  | 4 × 50 m libre          |
| 2015                                | Netanya (Israel)         | Medalla de bronce | 200 m libre             |
| 2017                                | Copenhague (Dinamarca)   | Medalla de oro    | 4 × 50 m libre          |
| 2017                                | Copenhague (Dinamarca)   | Medalla de oro    | 4 × 50 m libre mixto    |
| 2017                                | Copenhague (Dinamarca)   | Medalla de plata  | 200 m libre             |
| 2019                                | Glasgow (Reino Unido)    | Medalla de oro    | 4 × 50 m libre          |
| 2019                                | Glasgow (Reino Unido)    | Medalla de plata  | 4 × 50 m estilos mixto  |
| 2019                                | Glasgow (Reino Unido)    | Medalla de bronce | 100 m libre             |
| 2019                                | Glasgow (Reino Unido)    | Medalla de bronce | 200 m libre             |